# ¿Qué se siente ser un murciélago?
¿Qué se siente ser un murciélago? (What Is It Like to Be a Bat?) es un artículo del filósofo estadounidense Thomas Nagel, publicado por primera vez en The Philosophical Review en octubre de 1974, y posteriormente en La muerte en cuestión (1979). El artículo presenta varias dificultades planteadas por la conciencia, incluida la posible insolubilidad del problema mente-cuerpo debido a «hechos fuera del alcance de los conceptos humanos», los límites de la objetividad y el reduccionismo, las «características fenomenológicas» de la experiencia subjetiva, los límites de la imaginación humana y lo que significa ser una cosa particular y consciente.
Nagel es reconocido por afirmar que «un organismo tiene estados mentales conscientes si y solo si hay algo que lo determine a ser ese organismo, algo determinante para el organismo». Esta afirmación ha alcanzado un estatus especial en los estudios sobre la conciencia como «la locución estándar de "cómo es"». Daniel Dennett, aunque discrepando agudamente en algunos puntos, reconoció el artículo de Nagel como «el experimento mental más citado e influyente sobre la conciencia».: 441  Nagel argumenta que no se puede comparar la conciencia humana con la de un murciélago.

## Tesis

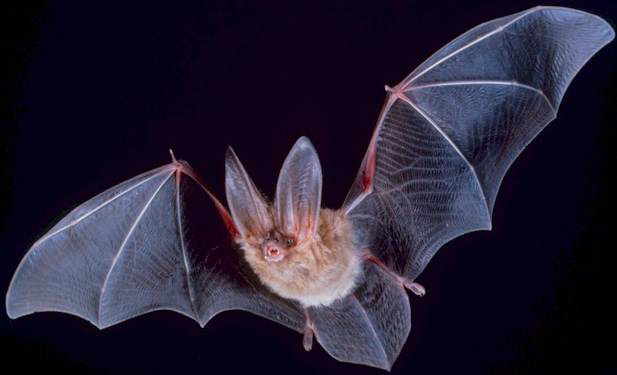
Thomas Nagel sostiene que si bien un humano podría imaginar cómo es ser un murciélago adoptando «el punto de vista del murciélago», aún sería imposible «saber cómo es para un murciélago ser un murciélago».(En la foto se muestra un Corynorhinus townsendii).

Nagel cuestiona la posibilidad de explicar «el rasgo más importante y característico de los fenómenos mentales conscientes» mediante el materialismo reductivo (la postura filosófica según la cual todas las afirmaciones sobre la mente y los estados mentales pueden traducirse, sin pérdida ni cambio de significado, en afirmaciones sobre lo físico). Por ejemplo, la solución reduccionista  de un fisicalista al problema mente-cuerpo sostiene que, sea lo que sea la «conciencia», puede describirse completamente mediante procesos físicos en el cerebro y el cuerpo.
Nagel comienza asumiendo que «la experiencia consciente es un fenómeno generalizado» presente en muchos animales (en particular en los mamíferos), aunque sea «difícil decir [...] qué proporciona evidencia de ello». Así, Nagel no ve la conciencia como algo exclusivamente humano, sino como algo compartido por muchos organismos, si no todos. Nagel debe estar hablando de algo distinto de la percepción sensorial, ya que los hechos objetivos y la evidencia generalizada muestran que los organismos con órganos sensoriales tienen procesos biológicos de percepción sensorial. De hecho, lo que todos los organismos comparten, según Nagel, es lo que él llama el «carácter subjetivo de la experiencia», definido de la siguiente manera: «Un organismo tiene estados mentales conscientes si y solo si hay algo que lo determine a ser ese organismo, algo determinante para el organismo».
El artículo sostiene que la naturaleza subjetiva de la conciencia socava cualquier intento de explicarla por medios objetivos y reduccionistas. El carácter subjetivo de la experiencia no puede explicarse mediante un sistema de estados funcionales o intencionales. La conciencia no puede explicarse plenamente si se ignora el carácter subjetivo de la experiencia, y el carácter subjetivo de la experiencia no puede ser explicado por un reduccionista; es un fenómeno mental que no puede reducirse al materialismo. Por tanto, para que la conciencia pudiera explicarse desde una postura reduccionista, habría que descartar la idea del carácter subjetivo de la experiencia, lo cual es absurdo. Tampoco puede hacerlo una visión fisicalista, porque en un mundo así, a cada experiencia fenoménica que tuviera un ser consciente habría que atribuirle una propiedad física, lo cual es imposible de probar debido a la subjetividad de la experiencia consciente. Nagel argumenta que todas y cada una de las experiencias subjetivas están conectadas con un «único punto de vista», lo que hace inviable considerar cualquier experiencia consciente como «objetiva».
Nagel utiliza el ejemplo de los murciélagos para aclarar la distinción entre conceptos subjetivos y objetivos. Como los murciélagos son mamíferos, se supone que tienen experiencia consciente. Nagel se inspiró en un murciélago para su argumento después de vivir en una casa donde estos animales eran visitantes frecuentes. En última instancia, Nagel utilizó a los murciélagos para su argumento debido a su uso altamente evolucionado y activo de un aparato sensorial biológico que es significativamente diferente del de muchos otros organismos. Los murciélagos utilizan la ecolocalización para navegar y percibir objetos. Este método de percepción es similar al sentido humano de la visión. Tanto el sonar como la visión se consideran experiencias perceptivas. Aunque es posible imaginar cómo sería volar, navegar por sonar, colgarse boca abajo y comer insectos como un murciélago, eso no es lo mismo que la perspectiva de un murciélago. Nagel afirma que incluso si los humanos fueran capaces de metamorfosearse gradualmente en murciélagos, sus cerebros no habrían sido cableados como los de un murciélago desde el nacimiento; por lo tanto, solo podrían experimentar la vida y los comportamientos de un murciélago, en lugar de la mentalidad.
Tal es la diferencia entre los puntos de vista subjetivo y objetivo. Según Nagel, «nuestra propia actividad mental es el único hecho incuestionable de nuestra experiencia», lo que significa que cada individuo solo sabe lo que es ser él mismo (subjetivismo). La objetividad requiere un estado de percepción imparcial y no subjetivo. Para Nagel, la perspectiva objetiva no es factible, porque los seres humanos están limitados a la experiencia subjetiva.
Nagel concluye con la afirmación de que sería un error asumir que el fisicalismo es incorrecto, ya que esa postura también se entiende de forma imperfecta. El fisicalismo afirma que los estados y sucesos son físicos, pero esos estados y sucesos físicos solo se caracterizan imperfectamente. Sin embargo, sostiene que el fisicalismo no puede entenderse sin caracterizar la experiencia objetiva y subjetiva. Esa es una condición previa necesaria para comprender el problema mente-cuerpo.

## Críticas
Daniel Dennett niega la afirmación de Nagel de que la conciencia de los murciélagos sea inaccesible, y sostiene que cualquier característica «interesante o teóricamente importante» de la conciencia de un murciélago sería susceptible de observación en tercera persona.: 442  Por ejemplo, está claro que los murciélagos no pueden detectar objetos a más de unos metros de distancia porque la ecolocalización tiene un alcance limitado. Dennett sostiene que cualquier aspecto similar de sus experiencias podría ser recogido por otros experimentos científicos.: 443  También ha señalado que el argumento y la pregunta de Nagel no eran nuevos, sino que ya habían sido expuestos por B. A. Farrell en un artículo titulado Experience, en la revista Mind, en 1950.
Kathleen Akins ha argumentado de forma similar que muchas preguntas sobre la experiencia subjetiva de un murciélago dependen de cuestiones sin respuesta sobre los detalles neurocientíficos del cerebro de un murciélago (como la función de los perfiles de actividad cortical), y Nagel se apresura demasiado a descartarlas como respuestas a su pregunta central.
Peter Hacker analiza la declaración de Nagel no solo como «mal construida» sino filosóficamente «mal concebida» como definición de la conciencia, y afirma que el artículo de Nagel «sentó las bases para [...] cuarenta años de nueva confusión sobre la conciencia»: 13 
Eric Schwitzgebel y Michael S. Gordon han argumentado que, contrariamente a Nagel, los humanos videntes normales utilizan la ecolocalización de forma muy parecida a los murciélagos, solo que generalmente lo hacen sin ser conscientes de ello. Utilizan esto para argumentar que las personas normales, en circunstancias normales, pueden equivocarse de forma flagrante y sistemática sobre su experiencia consciente. 